# Буркина-Фасо на летних Олимпийских играх 2016
Буркина-Фасо на летних Олимпийских играх 2016 года была представлена пятью спортсменами в трёх видах спорта. Знаменосцем сборной Буркина-Фасо на церемонии открытия Игр стал дзюдоист Рашид Сидибе, а на церемонии закрытия — пловчиха Анжелика Уедраого, которая выступала на дистанции 50 метров вольным стилем, где показала 67-й результат. По итогам соревнований сборная Буркина-Фасо, принимавшая участие в своих девятых летних Олимпийских играх, вновь осталась без медалей.

## Состав сборной

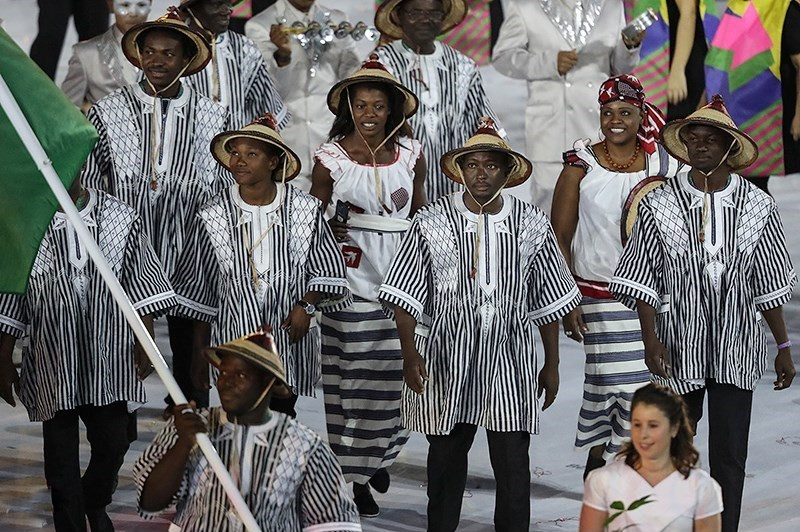
Делегация Буркина-Фасо во время парада наций на церемонии открытия Олимпийских игр

Дзюдо
1. Рашид Сидибе

 Лёгкая атлетика
1. Юг Фабрис Занго
2. Марта Коала

 Плавание
1. Тиндеве Савадого
2. Анжелика Уедраого

## Результаты соревнований

### Водные виды спорта

#### Плавание
В следующий раунд на каждой дистанции проходят спортсмены, показавшие лучший результат, независимо от места, занятого в своём заплыве.
Мужчины
| Дистанция                | Спортсмены       | Предварительный раунд | Предварительный раунд | Предварительный раунд | Полуфинал | Полуфинал | Полуфинал | Финал     | Финал |
| Дистанция                | Спортсмены       | Заплыв                | Результат             | Место                 | Заплыв    | Результат | Место     | Результат | Место |
| ------------------------ | ---------------- | --------------------- | --------------------- | --------------------- | --------- | --------- | --------- | --------- | ----- |
| 50 метров вольным стилем | Тиндеве Савадого |                       |                       |                       |           |           |           |           |       |

Женщины
| Дистанция                | Спортсмены        | Предварительный раунд | Предварительный раунд | Предварительный раунд | Полуфинал | Полуфинал | Полуфинал | Финал     | Финал |
| Дистанция                | Спортсмены        | Заплыв                | Результат             | Место                 | Заплыв    | Результат | Место     | Результат | Место |
| ------------------------ | ----------------- | --------------------- | --------------------- | --------------------- | --------- | --------- | --------- | --------- | ----- |
| 50 метров вольным стилем | Анжелика Уедраого |                       |                       |                       |           |           |           |           |       |

### Дзюдо
Соревнования по дзюдо проводились по системе с выбыванием. В утешительные раунды попадали спортсмены, проигравшие полуфиналистам турнира. Два спортсмена, одержавших победу в утешительном раунде, в поединке за бронзу сражались с дзюдоистами, проигравшими в полуфинале.
Мужчины
| Категория    | Спортсмены   | 1/32 финала        | 1/16 финала        | 1/8 финала         | Четвертьфинал      | Полуфинал          | Финал              | Место |
| Категория    | Спортсмены   | Соперник Результат | Соперник Результат | Соперник Результат | Соперник Результат | Соперник Результат | Соперник Результат | Место |
| ------------ | ------------ | ------------------ | ------------------ | ------------------ | ------------------ | ------------------ | ------------------ | ----- |
| свыше 100 кг | Рашид Сидибе |                    |                    |                    |                    |                    |                    |       |

### Лёгкая атлетика
Мужчины
Технические дисциплины
| Дисциплина     | Спортсмен       | Квалификация | Квалификация | Финал     | Финал |
| Дисциплина     | Спортсмен       | Результат    | Место        | Результат | Место |
| -------------- | --------------- | ------------ | ------------ | --------- | ----- |
| тройной прыжок | Юг Фабрис Занго |              |              |           |       |

Женщины
Беговые дисциплины
| Дисциплина                    | Спортсмен   | Предварительный раунд | Предварительный раунд | Предварительный раунд | Четвертьфиналы | Четвертьфиналы | Четвертьфиналы | Полуфиналы | Полуфиналы | Полуфиналы | Финал | Финал |
| Дисциплина                    | Спортсмен   | Забег                 | Время                 | Место                 | Забег          | Время          | Место          | Забег      | Время      | Место      | Время | Место |
| ----------------------------- | ----------- | --------------------- | --------------------- | --------------------- | -------------- | -------------- | -------------- | ---------- | ---------- | ---------- | ----- | ----- |
| бег на 100 метров с барьерами | Марта Коала |                       |                       |                       | не проводится  | не проводится  | не проводится  |            |            |            |       |       |